# Eulichas phoca
Eulichas phoca is een keversoort uit de familie Eulichadidae. De wetenschappelijke naam van de soort is voor het eerst geldig gepubliceerd in 1891 door Bourgeois.